# Iliman Ndiaye
Iliman Cheikh Baroy Ndiaye (Rouen, 6 marzo 2000) è un calciatore francese naturalizzato senegalese, attaccante o centrocampista dell'Everton e della nazionale senegalese.

## Caratteristiche tecniche
Gioca come trequartista grazie alle sue spiccate qualità offensive rende bene nel ruolo di centravanti o seconda punta. Abile nel servire i compagni in zona goal e nella conclusione in porta con entrambi i piedi.

## Carriera

### Club
Giovanili e Sheffield United
Nato a Rouen da padre senegalese e madre francese, si forma calcisticamente tra patria, Senegal e Inghilterra con la maglia del Boreham Wood, con quest'ultimo club, il 17 novembre 2017, firma anche il suo primo contratto da calciatore.
Il 31 agosto 2019 viene acquistato dallo Sheffield United, con cui firma un contratto triennale. Nel gennaio 2020 passa in prestito all'Hyde, in Northern Premier League, fino al resto della stagione. Rientrato dal prestito, debutta fra i professionisti il 14 marzo 2021, giocando l'incontro di Premier League perso per 5-0 sul campo del Leicester City. Il 5 settembre 2021, prolunga il contratto fino al 2024. Realizza la sua prima rete con la squadra l'11 settembre successivo, nell'incontro di Championship vinto per 6-2 contro il Peterborough United.
Nella stagione 2022-2023 è tra i super protagonisti della promozione in Championship con 14 goal e 11 assist, trascinando il club inglese verso la Premier League.
Olympique Marsiglia
Il 2 Agosto 2023 viene ceduto a titolo definitivo al Marsiglia per 17 milioni di euro, con lo Sheffield United che aveva fatto un tentativo fino all'ultimo per trattenere il suo talento. Il 15 Febbraio 2024 segna il suo primo goal in Europa League nella sfida terminata per 2-2 contro lo Shaktar. Termina la sua stagione con 3 goal e 5 assist in Ligue 1.
Everton
Il 3 luglio 2024 viene acquistato dall'Everton per 18 milioni di euro, con cui firma un contratto quinquennale facendo così ritorno in Inghilterra. Il 21 settembre 2024 segna il suo primo goal nel pareggio contro il Leicester City per 1-1.

### Nazionale
Nel maggio 2022 riceve la sua prima convocazione dalla nazionale maggiore senegalese. Ha esordito con il Senegal il 4 giugno dello stesso anno giocando l'incontro vinto per 3-1 contro il Benin, valido per le qualificazioni alla Coppa delle nazioni africane 2023, subentrando al minuto 67' a Boulaye Dia.
Nel novembre dello stesso anno viene convocato per i Mondiali 2022.
Realizza la sua prima rete con la selezione senegalese il 24 marzo 2023 nel successo per 5-1 contro il Mozambico.

## Statistiche

### Presenze e reti nei club
Statistiche aggiornate al 9 gennaio 2025.
| Stagione             | Squadra              | Campionato           | Campionato | Campionato | Coppe nazionali | Coppe nazionali | Coppe nazionali | Coppe continentali | Coppe continentali | Coppe continentali | Altre coppe | Altre coppe | Altre coppe | Totale | Totale |
| Stagione             | Squadra              | Comp                 | Pres       | Reti       | Comp            | Pres            | Reti            | Comp               | Pres               | Reti               | Comp        | Pres        | Reti        | Pres   | Reti   |
| -------------------- | -------------------- | -------------------- | ---------- | ---------- | --------------- | --------------- | --------------- | ------------------ | ------------------ | ------------------ | ----------- | ----------- | ----------- | ------ | ------ |
| 2020-2021            | Sheffield Utd        | PL                   | 1          | 0          | FACup+CdL       | 0+0             | 0+0             | -                  | -                  | -                  | -           | -           | -           | 1      | 0      |
| 2021-2022            | Sheffield Utd        | FLC                  | 30+2       | 7          | FACup+CdL       | 1+2             | 0+0             | -                  | -                  | -                  | -           | -           | -           | 35     | 7      |
| 2022-2023            | Sheffield Utd        | FLC                  | 46         | 14         | FACup+CdL       | 6+0             | 1+0             | -                  | -                  | -                  | -           | -           | -           | 52     | 15     |
| Totale Sheffield Utd | Totale Sheffield Utd | Totale Sheffield Utd | 77+2       | 21         |                 | 9               | 1               |                    | -                  | -                  |             | -           | -           | 88     | 22     |
| 2023-2024            | Olympique Marsiglia  | L1                   | 30         | 3          | CF              | 0               | 0               | UCL+UEL            | 2+14               | 0+1                | -           | -           | -           | 46     | 4      |
| 2024-2025            | Everton              | PL                   | 19         | 3          | FACup+CdL       | 1+2             | 1+1             | -                  | -                  | -                  | -           | -           | -           | 22     | 5      |
| Totale carriera      | Totale carriera      | Totale carriera      | 128        | 27         |                 | 12              | 3               |                    | 16                 | 1                  |             | -           | -           | 156    | 31     |

### Cronologia presenze e reti in nazionale
| Cronologia completa delle presenze e delle reti in nazionale ― Senegal | Cronologia completa delle presenze e delle reti in nazionale ― Senegal | Cronologia completa delle presenze e delle reti in nazionale ― Senegal | Cronologia completa delle presenze e delle reti in nazionale ― Senegal | Cronologia completa delle presenze e delle reti in nazionale ― Senegal | Cronologia completa delle presenze e delle reti in nazionale ― Senegal | Cronologia completa delle presenze e delle reti in nazionale ― Senegal | Cronologia completa delle presenze e delle reti in nazionale ― Senegal |
| Data                                                                   | Città                                                                  | In casa                                                                | Risultato                                                              | Ospiti                                                                 | Competizione                                                           | Reti                                                                   | Note                                                                   |
| ---------------------------------------------------------------------- | ---------------------------------------------------------------------- | ---------------------------------------------------------------------- | ---------------------------------------------------------------------- | ---------------------------------------------------------------------- | ---------------------------------------------------------------------- | ---------------------------------------------------------------------- | ---------------------------------------------------------------------- |
| 4-6-2022                                                               | Diamniadio                                                             | Senegal                                                                | 3 – 1                                                                  | Benin                                                                  | Qual. Coppa d'Africa 2023                                              | -                                                                      | 67’                                                                    |
| 27-9-2022                                                              | Maria Enzersdorf                                                       | Senegal                                                                | 1 – 1                                                                  | Iran                                                                   | Amichevole                                                             | -                                                                      | 86’                                                                    |
| 25-11-2022                                                             | Doha                                                                   | Qatar                                                                  | 1 – 3                                                                  | Senegal                                                                | Mondiali 2022 - 1º turno                                               | -                                                                      | 75’                                                                    |
| 29-11-2022                                                             | Al Rayyan                                                              | Ecuador                                                                | 1 – 2                                                                  | Senegal                                                                | Mondiali 2022 - 1º turno                                               | -                                                                      | 74’                                                                    |
| 4-12-2022                                                              | Al Khor                                                                | Inghilterra                                                            | 3 – 0                                                                  | Senegal                                                                | Mondiali 2022 - Ottavi di finale                                       | -                                                                      | 46’                                                                    |
| 24-3-2023                                                              | Diamniadio                                                             | Senegal                                                                | 5 – 1                                                                  | Mozambico                                                              | Qual. Coppa d'Africa 2023                                              | 1                                                                      | 76’                                                                    |
| 28-3-2023                                                              | Maputo                                                                 | Mozambico                                                              | 0 – 1                                                                  | Senegal                                                                | Qual. Coppa d'Africa 2023                                              | -                                                                      | 85’                                                                    |
| 12-9-2023                                                              | Dakar                                                                  | Senegal                                                                | 0 – 1                                                                  | Algeria                                                                | Amichevole                                                             | -                                                                      | 70’                                                                    |
| 16-10-2023                                                             | Lens                                                                   | Senegal                                                                | 1 – 0                                                                  | Camerun                                                                | Amichevole                                                             | -                                                                      | 78’                                                                    |
| 18-11-2023                                                             | Diamniadio                                                             | Senegal                                                                | 4 – 0                                                                  | Sudan del Sud                                                          | Qual. Mondiali 2026                                                    | -                                                                      | 64’                                                                    |
| 21-11-2023                                                             | Lomé                                                                   | Togo                                                                   | 0 – 0                                                                  | Senegal                                                                | Qual. Mondiali 2026                                                    | -                                                                      | 74’                                                                    |
| 15-1-2024                                                              | Yamoussoukro                                                           | Senegal                                                                | 3 – 0                                                                  | Gambia                                                                 | Coppa d'Africa 2023 - 1º turno                                         | -                                                                      | 78’                                                                    |
| 19-1-2024                                                              | Yamoussoukro                                                           | Senegal                                                                | 3 – 1                                                                  | Camerun                                                                | Coppa d'Africa 2023 - 1º turno                                         | -                                                                      | 82’                                                                    |
| 23-1-2024                                                              | Yamoussoukro                                                           | Guinea                                                                 | 0 – 2                                                                  | Senegal                                                                | Coppa d'Africa 2023 - 1º turno                                         | 1                                                                      | 72’                                                                    |
| 29-1-2024                                                              | Yamoussoukro                                                           | Senegal                                                                | 1 – 1 dts (4 - 5 dtr)                                                  | Costa d'Avorio                                                         | Coppa d'Africa 2023 - Ottavi di finale                                 | -                                                                      | 96’                                                                    |
| 22-3-2024                                                              | Amiens                                                                 | Senegal                                                                | 3 – 0                                                                  | Gabon                                                                  | Amichevole                                                             | -                                                                      | 65’                                                                    |
| 26-3-2024                                                              | Amiens                                                                 | Senegal                                                                | 1 – 0                                                                  | Benin                                                                  | Amichevole                                                             | -                                                                      | 78’                                                                    |
| 6-6-2024                                                               | Diamniadio                                                             | Senegal                                                                | 1 – 1                                                                  | RD del Congo                                                           | Qual. Mondiali 2026                                                    | -                                                                      | 62’                                                                    |
| 9-6-2024                                                               | Nouakchott                                                             | Mauritania                                                             | 0 – 1                                                                  | Senegal                                                                | Qual. Mondiali 2026                                                    | -                                                                      | 90+10’                                                                 |
| 6-9-2024                                                               | Diamniadio                                                             | Senegal                                                                | 1 – 1                                                                  | Burkina Faso                                                           | Qual. Coppa d'Africa 2025                                              | -                                                                      | 90+3’                                                                  |
| 9-9-2024                                                               | Bujumbura                                                              | Burundi                                                                | 0 – 1                                                                  | Senegal                                                                | Qual. Coppa d'Africa 2025                                              | -                                                                      | 61’                                                                    |
| 11-10-2024                                                             | Dakar                                                                  | Senegal                                                                | 4 – 0                                                                  | Malawi                                                                 | Qual. Coppa d'Africa 2025                                              | -                                                                      | 65’                                                                    |
| 15-10-2024                                                             | Lilongwe                                                               | Malawi                                                                 | 0 – 1                                                                  | Senegal                                                                | Qual. Coppa d'Africa 2025                                              | -                                                                      | 59’                                                                    |
| 14-11-2024                                                             | Bamako                                                                 | Burkina Faso                                                           | 0 – 1                                                                  | Senegal                                                                | Qual. Coppa d'Africa 2025                                              | -                                                                      | 88’                                                                    |
| 19-11-2024                                                             | Dakar                                                                  | Senegal                                                                | 2 – 0                                                                  | Burundi                                                                | Qual. Coppa d'Africa 2025                                              | -                                                                      | 46’                                                                    |
| 6-6-2025                                                               | Dublino                                                                | Irlanda                                                                | 1 – 1                                                                  | Senegal                                                                | Amichevole                                                             | -                                                                      |                                                                        |
| 10-6-2025                                                              | West Bridgford                                                         | Inghilterra                                                            | 1 – 3                                                                  | Senegal                                                                | Amichevole                                                             | -                                                                      |                                                                        |
| Totale                                                                 |                                                                        | Presenze                                                               | 27                                                                     |                                                                        | Reti                                                                   | 2                                                                      |                                                                        |